# Coteaux-sur-Loire
Coteaux-sur-Loire este, din 1 ianuarie 2017, o comună nouă franceză situată în departamentul Indre-et-Loire, în regiunea Centre-Val de Loire.

## Geografie

### Comune limitrofe
| Continvoir       |  | Langeais        |
| Restigné         |  |                 |
| Loara Rigny-Ussé |  | Loara Bréhémont |

### Hidrografie

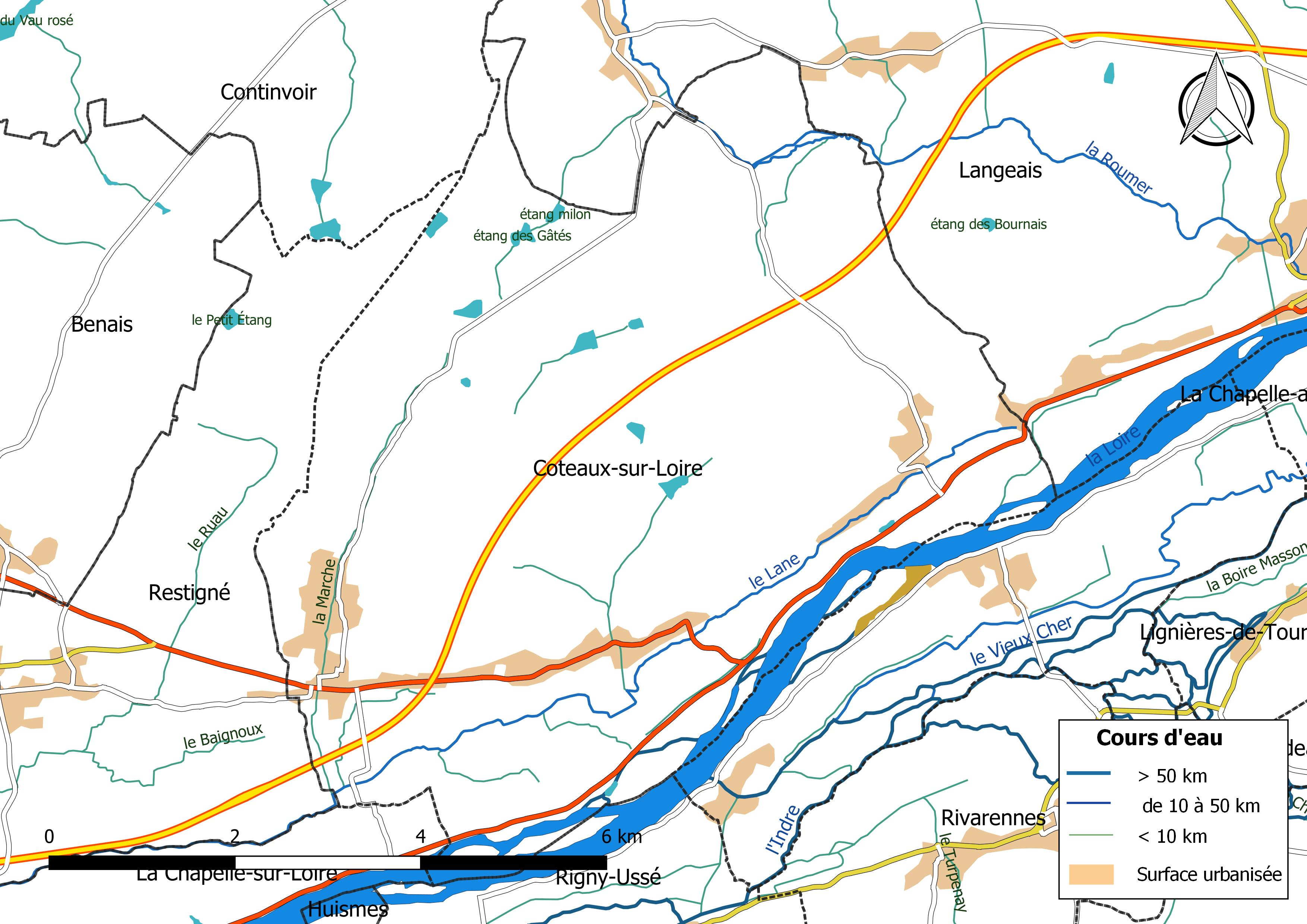
Rețeaua hidrografică Coteaux-sur-Loire.

Comuna este mărginită pe latura sa de sud-est de Loara (2,059 km). Rețeaua hidrografică a comunei, cu o lungime totală de 24,14 km, include un alt curs de apă notabil, râul Lane (5,127 km), și zece cursuri de apă mici, unele dintre ele temporare.
Loara se află într-o vale largă pe care a modelat-o treptat de-a lungul a mii de ani. Acesta traversează departamentul Indre-et-Loire de la est la vest, de la Mosnes până la Candes-Saint-Martin, având un curs larg și lent. Loara prezintă fluctuații sezoniere destul de pronunțate ale debitului. Din punct de vedere piscicol, Loara este clasificat în a doua categorie piscicolă. Grupul biologic dominant este constituit în principal din pești albi (ciprinide) și din pești răpitori (știucă, șalău și biban).
Râul Lane, cu o lungime totală de 27,8 km, își are izvorul în comuna Coteaux-sur-Loire și se varsă în râul Authion la Varennes-sur-Loire (Maine-et-Loire), după ce traversează 10 comune. Din punct de vedere piscicol, râul Lane este, de asemenea, clasificat în categoria a doua piscicolă.
Râul Roumer traversează teritoriul comunei.
Trei zone umede au fost inventariate pe teritoriul comunei de către direcția departamentală a teritoriilor (DDT) și consiliul departamental din Indre-et-Loire: „Étang de Fouillé”, „Étang des Gâtés” și „Valea Loarei de la Mosnes la Candes-Saint-Martin”.

### Clima
În 2010, clima comunei este clasificată ca fiind de tipul climatului oceanic degradat al câmpiilor din centrul și nordul Franței, conform unui studiu al Centrului Național de Cercetare Științifică (CNRS) bazat pe o serie de date din perioada 1971-2000. În 2020, Météo-France publică o tipologie a climatelor din Franța metropolitană, în care comuna este situată într-o zonă de tranziție între climatul oceanic și climatul oceanic alterat, fiind parte a regiunii climatice „Mijlocul văii Loirei”, caracterizată printr-o bună insolatie (1.850 de ore/an) și o vară puțin ploioasă.
Pentru perioada 1971-2000, temperatura medie anuală a fost de 12,2 °C, cu o amplitudine termică anuală de 14,5 °C. Cumulul anual mediu al precipitațiilor a fost de 661 mm, cu 10 zile de precipitații în ianuarie și 6,5 zile în iulie. Pentru perioada 1991-2020, temperatura medie anuală observată la cea mai apropiată stație meteorologică Météo-France, situată în comuna Lignières-de-Touraine la 8 km în linie dreaptă, a fost de 11,8 °C, iar cumulul anual mediu al precipitațiilor a fost de 700,0 mm. În ceea ce privește viitorul, parametrii climatici ai comunei estimați pentru anul 2050, conform diferitelor scenarii de emisie a gazelor cu efect de seră, sunt disponibili pe un site dedicat publicat de Météo-France în noiembrie 2022.

## Urbanism

### Tipologie
La 1 ianuarie 2024, Coteaux-sur-Loire este clasificată drept comună rurală cu habitat dispersat, conform noii grile comunale de densitate cu șapte niveluri, definită de INSEE (Institutul Național de Statistică și Studii Economice) în 2022. Comuna este situată în afara unității urbane. În plus, comuna face parte din zona metropolitană a orașului Tours, fiind o comună periferică. Această zonă, care include 162 de comune, este clasificată în categoriile de zone cu o populație între 200.000 și 700.000 de locuitori.

### Riscuri majore
Teritoriul comunei Coteaux-sur-Loire este vulnerabil la diverse riscuri naturale: meteorologice (furtună, vijelie, ninsoare, frig extrem, caniculă sau secetă), inundații și cutremure (seismicitate scăzută). De asemenea, este expus la două riscuri tehnologice: ruperea unui baraj și riscul nuclear. Un site publicat de BRGM (Biroul de Cercetări Geologice și Miniere) permite evaluarea simplă și rapidă a riscurilor unui bun localizat fie prin adresa sa, fie prin numărul parcelei.

#### Riscuri naturale
Anumite părți ale teritoriului comunei sunt susceptibile de a fi afectate de riscul de inundație cauzat de revărsarea cursurilor de apă, în special râurile Lane, Roumer și Loara. Comuna face parte din teritoriul cu risc important de inundație (TRI) Angers-Authion-Saumur, unul dintre cele 21 de TRI stabilite la sfârșitul anului 2012 în bazinul Loara-Bretagne, numărul acestora fiind crescut la 22 în urma actualizării din 2018. Hărți ale suprafețelor inundabile au fost elaborate pentru trei scenarii: frecvent (inundații cu un timp de revenire de 10 până la 30 de ani), mediu (timp de revenire de 100 până la 300 de ani) și extrem (timp de revenire de aproximativ 1.000 de ani, care depășește orice sistem de protecție). Comuna a fost declarată în stare de catastrofă naturală din cauza pagubelor provocate de inundații și alunecări de teren în anii 1991, 1999 și 2008.

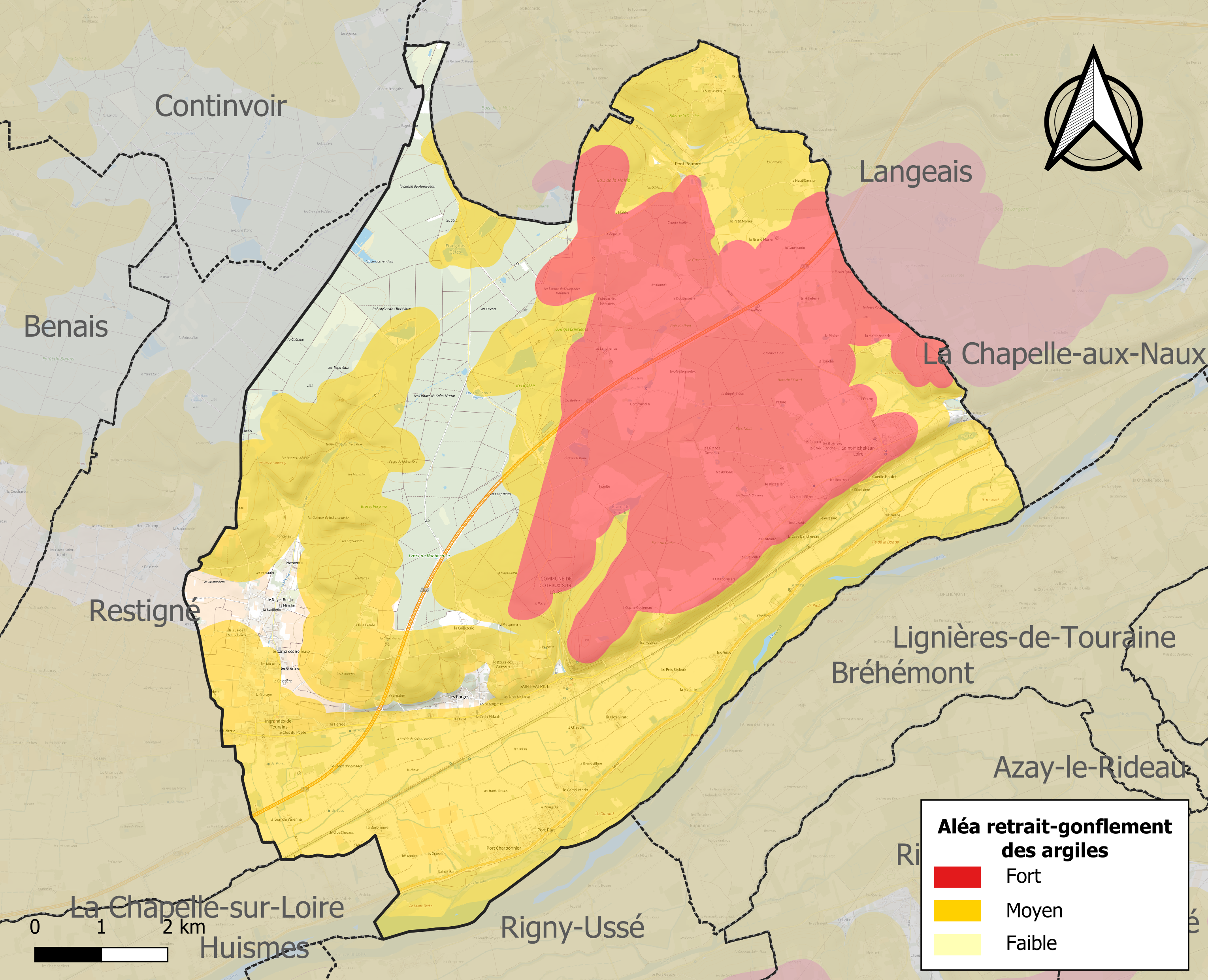
Harta zonelor de risc de contracție-umflare ale solurilor argiloase din Coteaux-sur-Loire.

Retragerea și umflarea solurilor argiloase pot provoca daune semnificative clădirilor în cazul alternanței între perioade de secetă și ploaie. 84% din suprafața comunală este expusă la un risc mediu sau mare (90,2% la nivel departamental și 48,5% la nivel național). Dintre cele 1.069 de clădiri înregistrate în comună în 2019, 930 sunt expuse la un risc mediu sau mare, adică 87%, comparativ cu 91% la nivel departamental și 54% la nivel național. O cartografie a expunerii teritoriului național la retragerea și umflarea solurilor argiloase este disponibilă pe site-ul BRGM.
Comuna a fost declarată în stare de catastrofă naturală din cauza daunelor provocate de secetă în 1996 și de mișcări de teren în 1999 și 2008.

#### Riscuri tehnologice
O parte din teritoriul comunei este situată în aval de un dig. Din această cauză, este posibil să fie afectată de valul de inundație care ar urma în cazul unei rupturi a acestui dig.
În caz de accident grav, anumite instalații nucleare pot elibera iod radioactiv în atmosferă. Comuna fiind situată în perimetrul imediat de 5 km în jurul centralei nucleare de la Chinon, este expusă riscului nuclear. În acest sens, locuitorii comunei au beneficiat, preventiv, de o distribuție de comprimate de iod stabil, al căror consum înainte de eliberarea iodului radioactiv ajută la prevenirea efectelor asupra tiroidei cauzate de expunerea la iodul radioactiv. În caz de incident sau accident nuclear, pot fi date instrucțiuni de confinare sau evacuare, iar locuitorii pot fi solicitați să ia, la ordinul prefectului, comprimatele aflate în posesia lor.

## Toponimie
În timp ce, în decretul semnat de prefect, grafia comunei noi respecta regulile ortografice („Coteaux-sur-Loire” fără accent circumflex pe „o”), comuna a fost denumită „Côteaux-sur-Loire” în ediția din 1 ianuarie 2017 a Codului Oficial Geografic, înainte ca grafia să fie corectată în „Coteaux-sur-Loire” pe parcursul anului 2017.

## Istorie

### Secolele al XV-lea și al XVI-lea
Catherine d'Avaugour se căsătorește în 1530 cu Ludovic al II-lea Marafin, domnul de Notz și de Rochecot sau Rochecotte, fiul lui Ludovic I de Marafin (mort după 1487 și înainte de 1513), domn de Rochecot, domn de Notz, consilier și postelnic al regelui, reconstructor al castelului de Notz în 1467, domn de Roulet în jurul anului 1450, care făcea parte din baronia de Preuilly, și al Peronnelle de Liniers (moartă în 1487), fiica lui Michel, domn de Liniers, La Meilleraye și Airvault, provenind dintr-o familie cavalerescă din Poitou, și a Marie Rousseau, care era la rândul ei fiica lui Jean, domn de La Motte-Rousseau și Yseult de La Jaille.

### Secolele al XX-lea și al XXI-lea
Noua comună a fost creată prin decretul prefectural din 30 septembrie 2016, cu efect de la 1 ianuarie 2017. Ea a rezultat din fuziunea celor trei comune Ingrandes-de-Touraine, Saint-Michel-sur-Loire și Saint-Patrice.

## Populația și societatea

### Date demografice
În 2013, populația totală a celor trei comune reunite era de 1.870 de locuitori.

## Cultura și patrimoniul local

### Locuri si monumente

Monumentele din Coteaux sur Loire
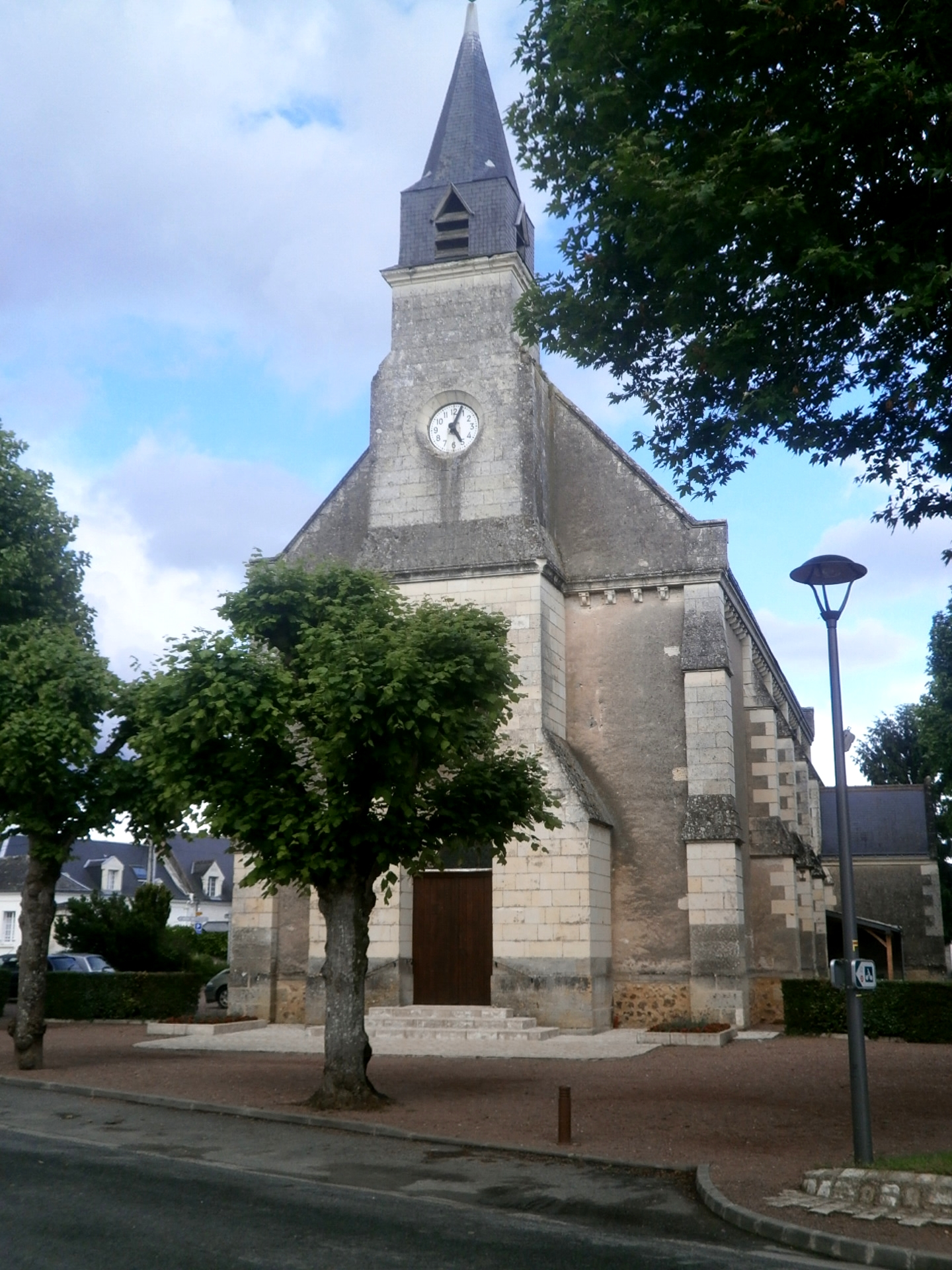
Biserica (Ingrandes-de-Touraine).
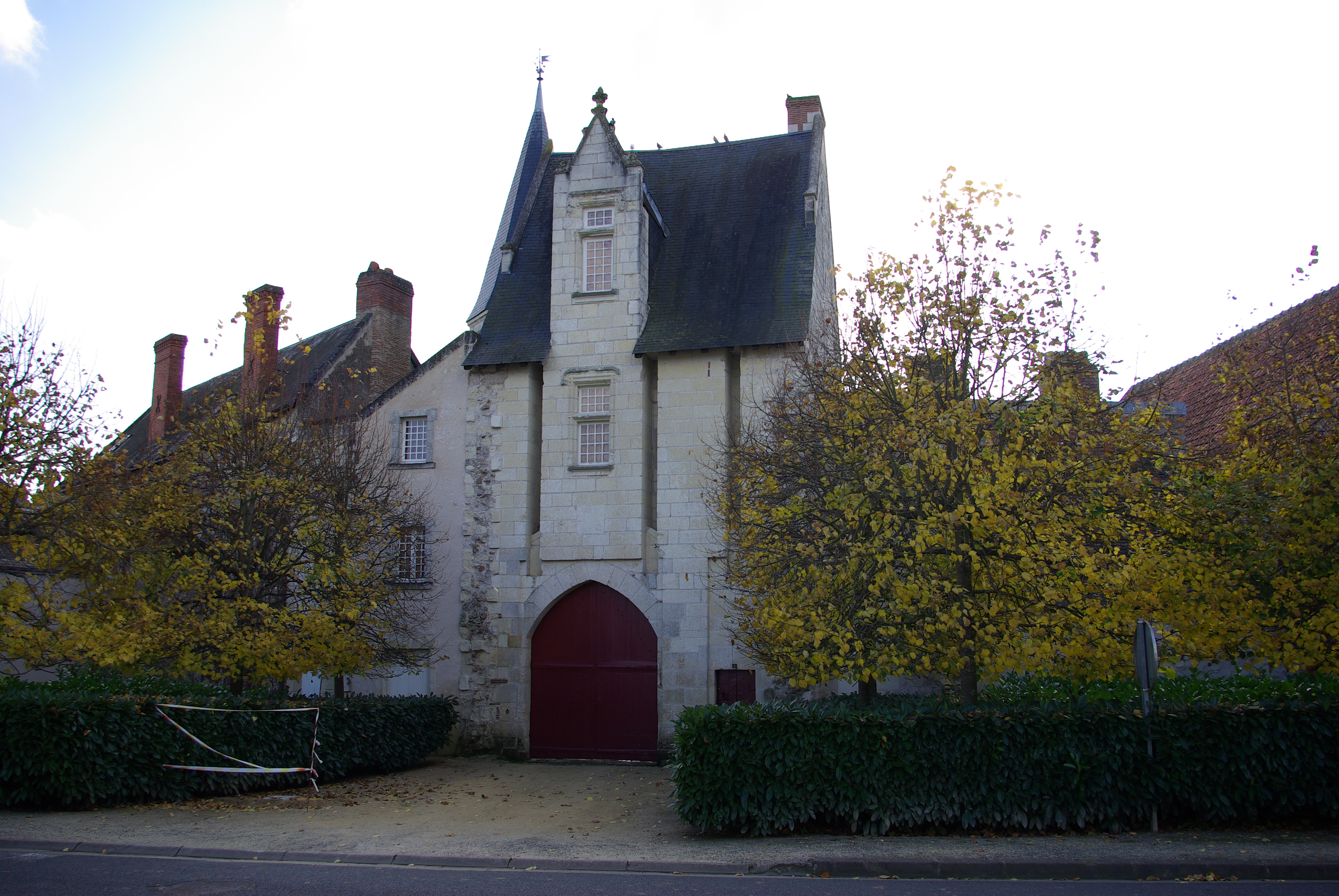
Le Châtelet (Saint-Michel-sur-Loire).